# Palpomyia sinanoensis
Palpomyia sinanoensis är en tvåvingeart som beskrevs av Tokunaga 1939. Palpomyia sinanoensis ingår i släktet Palpomyia och familjen svidknott. Inga underarter finns listade i Catalogue of Life.